# Shōrō
| Wooden belltower, old style | Wooden belltower, new style |

Lo shōrō, shurō (鐘楼?, lett. torre campanaria) o kanetsuki-dō (鐘突堂?, lett. sala delle campane) è il campanile di un tempio buddista in Giappone, che ospita il tempio bonshō (梵鐘?). Può anche essere trovato in alcuni santuari shintoisti (vedi l'articolo Shinbutsu shūgō), per esempio il Nikkō Tōshō-gū. Esistono due tipologie principali, i più vecchi hakamagoshi (袴腰?), che ha muri, e il più recente fukihanachi (吹放ち?) o fukinuki (吹貫・吹抜き?), che non ne ha.

## Storia
Durante il periodo Nara (710–794), immediatamente dopo l'arrivo del Buddismo in Giappone, i campanili erano 3 x 2 ken, con edifici a 2 piani. Un tipico garan del tempio ne aveva normalmente due, uno a sinistra e uno a destra del kyōzō (o kyō – dō), il deposito dei sūtra. Un esempio esistente di questo stile è quello di Hōryū-ji Sai-in Shōrō a Nara (vedi foto nella galleria).
Durante il successivo periodo Heian (794–1185) fu sviluppato un nuovo stile chiamato hakamagoshi che consisteva in un edificio a forma di clessidra a 2 piani con la campana appesa al secondo piano. Il primo esempio ancora esistente è Hōryū-ji Tō-in Shōrō (vedi foto nella galleria).
Infine, durante il XIII secolo il tipo fukihanachi fu creato al Tōdai-ji rendendo visibili tutte le parti strutturali. Il campanile in questo caso di solito consiste in una struttura profonda e alta 1 ken senza pareti e con la campana al centro (vedi foto sopra). A volte i quattro pilastri hanno un'inclinazione verso l'interno chiamato uchikorobi (内転び?, lett. verso l'interno). Dopo il periodo Nara, in cui la pianta del tempio era rigidamente prescritta dopo la moda cinese, la posizione del campanile cessò di essere prescritta e iniziò a cambiare di tempio in tempio. I tetti sono entrambi a capanna (切妻造?, kirizuma-zukuri) o hip-and-gable (入母屋造?, irimoya-zukuri).

## Galleria d'immagini

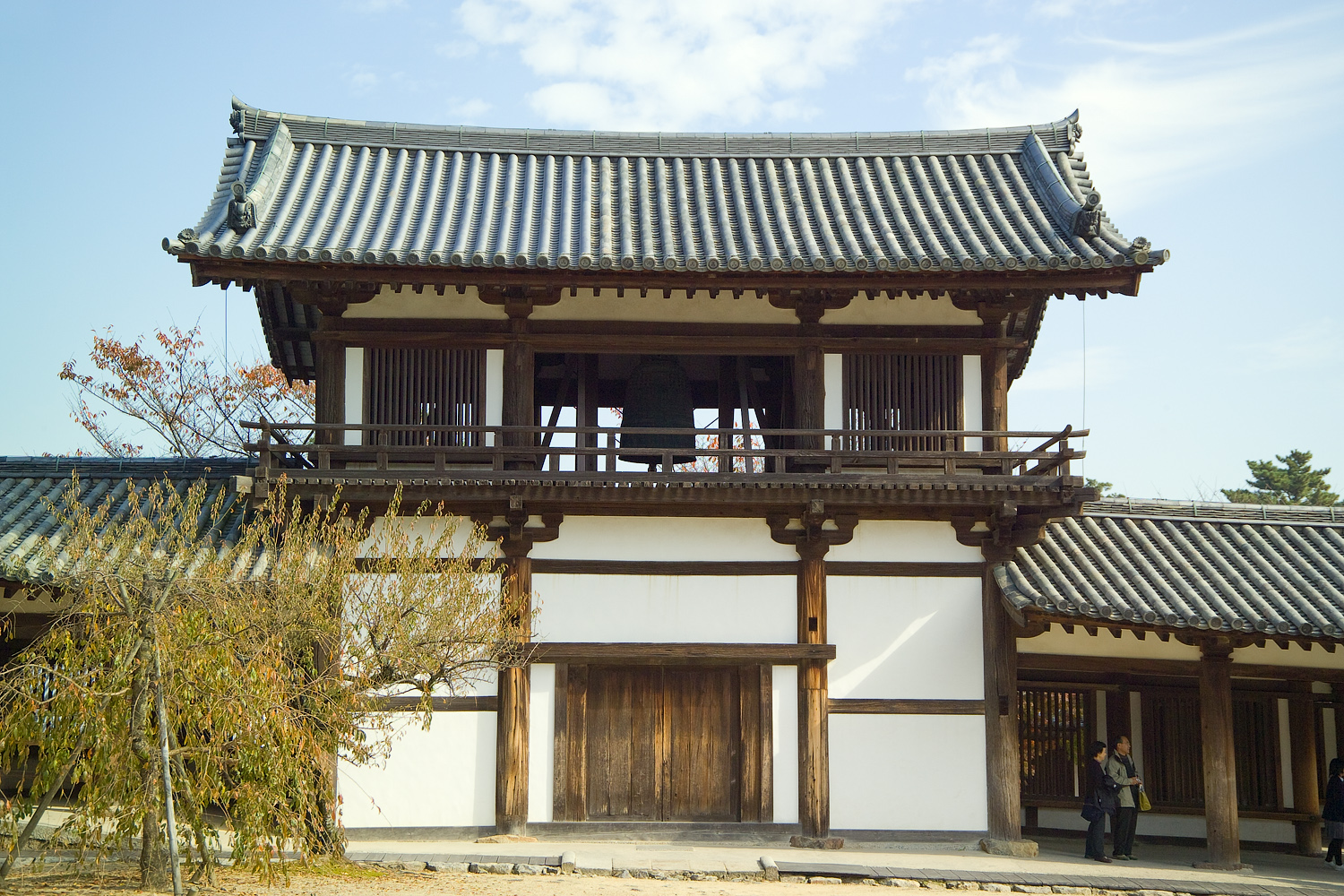
Hōryū-ji Sai-in Shōrō, un esempio di campanile d'epoca Nara
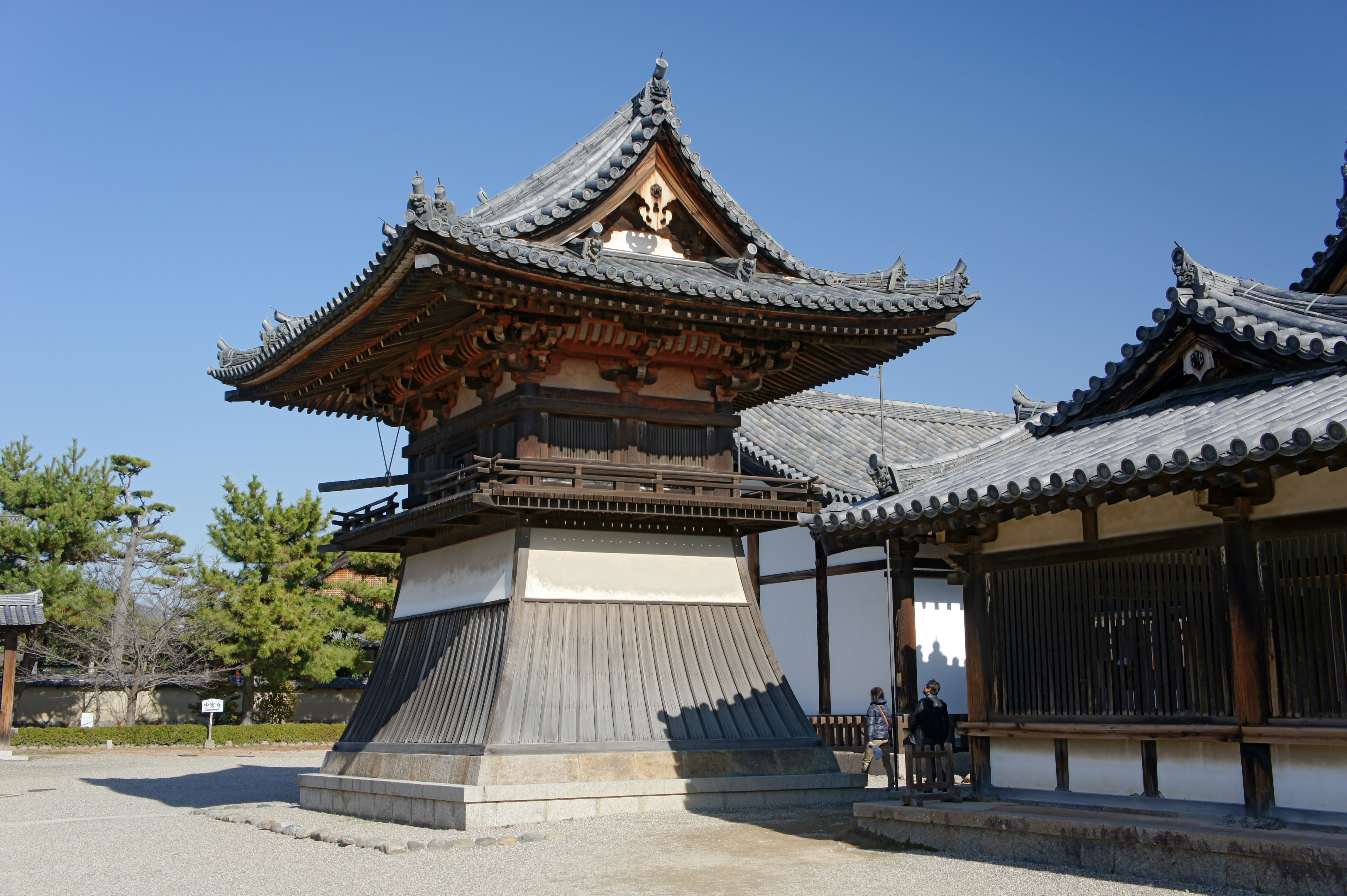
Hōryū-ji Tō-in Shōrō, un tipico tipo hakamagoshi
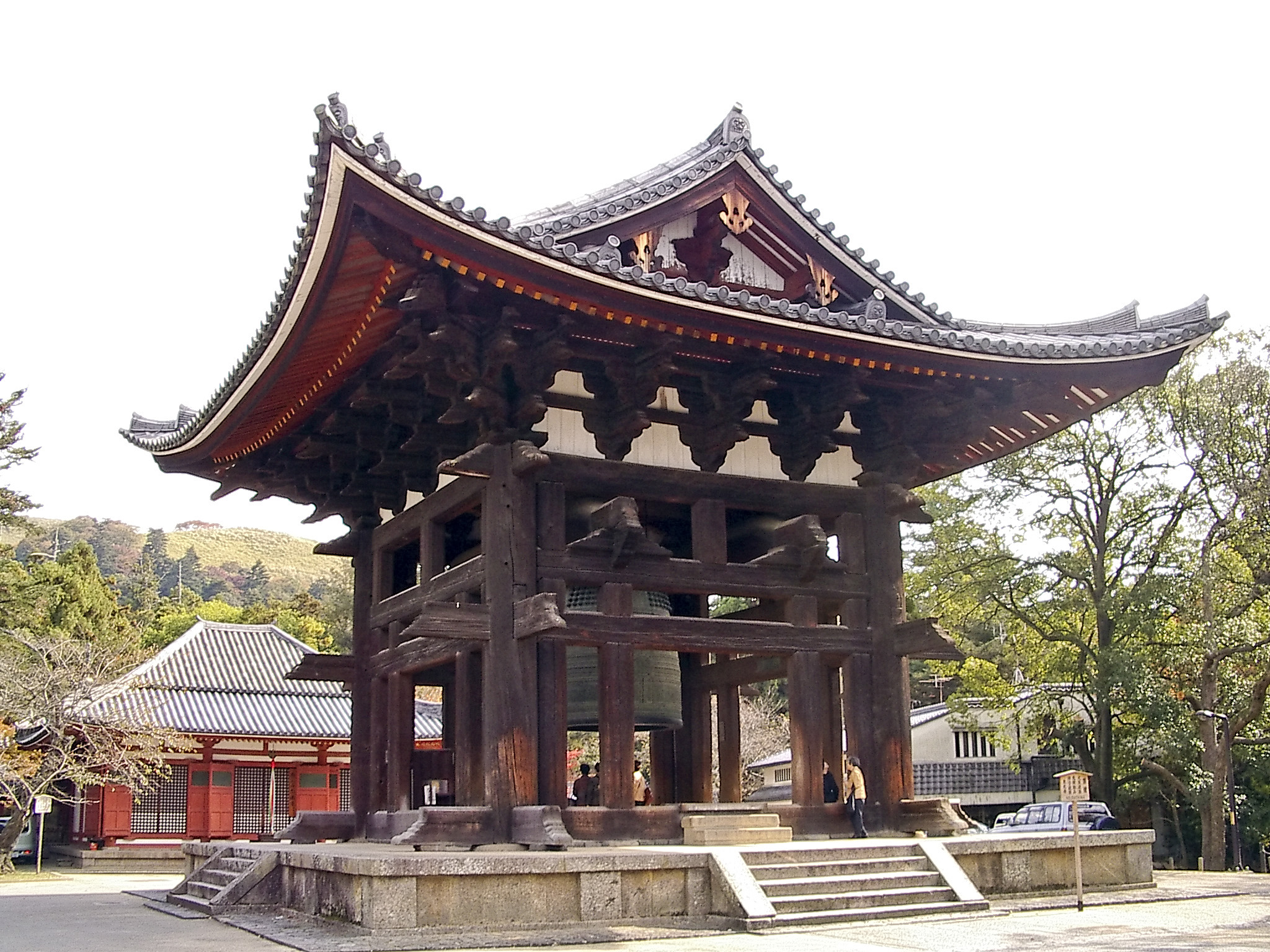
Il campanile di Tōdai-ji, un esempio del tipo fukihanachi, sebbene molto più grande della media
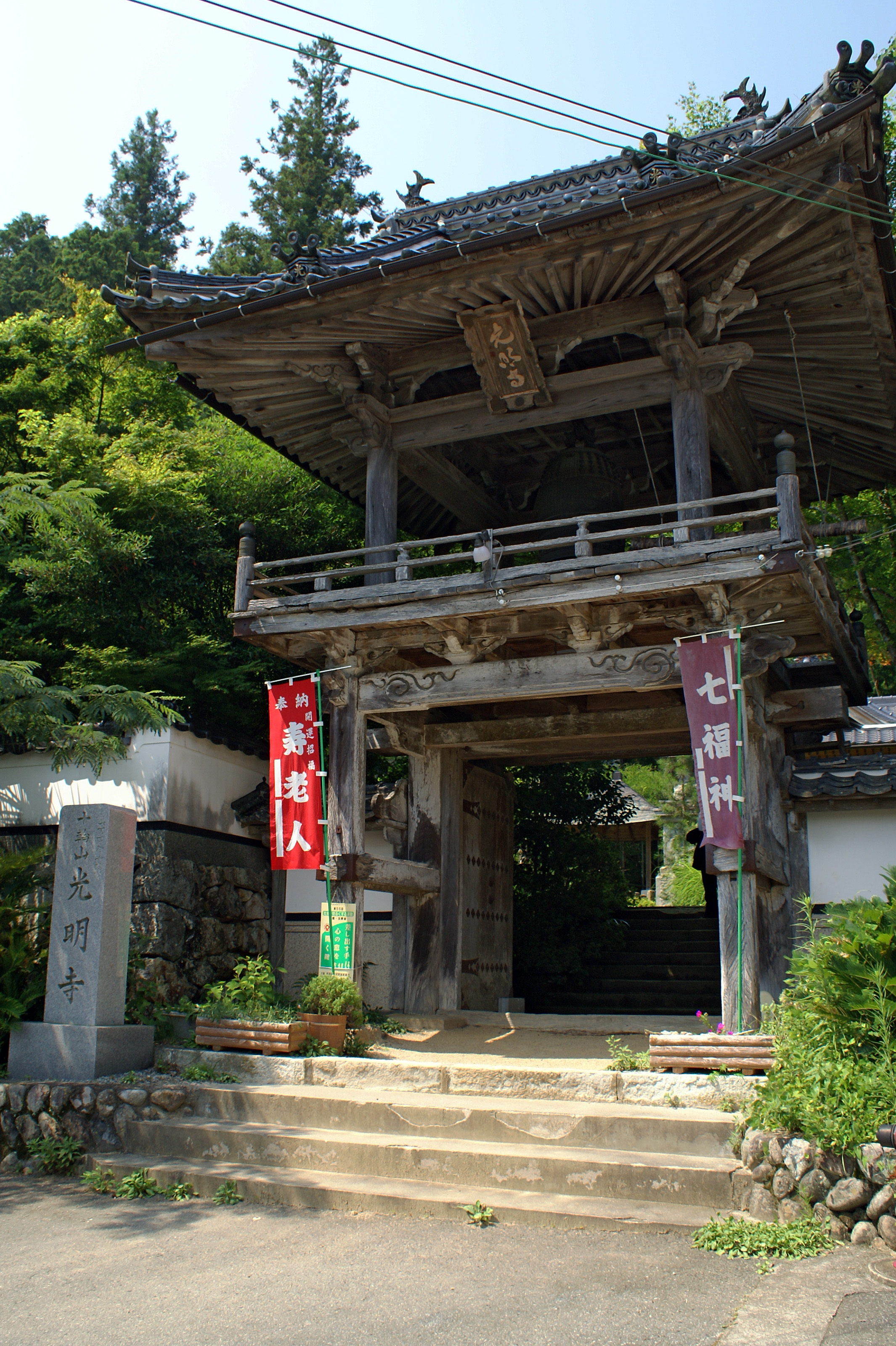
A volte la campana viene installata nel rōmon.